# Aldo van Eyck
Aldo van Eyck (Driebergen-Rijsenburg, 16 marzo 1918 – Loenen, 13 gennaio 1999) è stato un architetto olandese.

## Biografia
La sua famiglia è emigrata in Gran Bretagna nel 1919; egli ricevette l'istruzione primaria in Inghilterra e finì la scuola secondaria a L'Aia; poi andò a studiare al Politecnico federale di Zurigo diplomandosi nel 1942, rimanendo in Svizzera sino alla fine della II guerra mondiale, dove entra a far parte del circolo di artisti d'avanguardia.
Ha insegnato all'accademia di architettura di Amsterdam dal 1954 al 1959, ed è stato professore all'Università tecnica di Delft dal 1966 al 1984. Van Eyck è stato uno dei protagonisti dello Strutturalismo.
Ha ricevuto la Royal Gold Medal RIBA nel 1990.

## Principali realizzazioni
- Orphelinat municipale, Amsterdam
- Chiesa cattolica, L'Aia
- Edificio PREVI, Lima
- Casa Hubertus, 1973-1978 in Plantage Middenlaan 31, Amsterdam
- Sjoerd Soeters, in Pincengraght 147, Amsterdam, rifacimento di edificio precedente, con casa e studio dell'architetto
- Centro ESTEC, Noordwijk